# Комплексное многообразие
Компле́ксное многообразие — хаусдорфово топологическое пространство, покрытое открытыми множествами, каждое из которых гомеоморфно области в {\displaystyle n}-мерном комплексном пространстве {\displaystyle \mathbb {C} ^{n}}.  При этом в пересечении двух открытых множеств  преобразование локальных координат {\displaystyle \omega ^{i}=u^{i}(z^{1},...,z^{n})}  является комплексно-аналитическим. То есть функции {\displaystyle u^{i}} являются голоморфными, а функциональный определитель не обращается в ноль:
{\displaystyle {\frac {\partial (\omega ^{1},\dots ,\omega ^{n})}{\partial (z^{1},...,z^{n})}}\neq 0}.
Набор таких открытых множеств называется голоморфным атласом многообразия.
Примеры комплексных многообразий: 
- Ориентированная двумерная поверхность.
- Комплексное {\displaystyle n}-мерное векторное пространство {\displaystyle \mathbb {C} ^{n}}.
- Комплексное проективное пространство {\displaystyle \mathbb {C} P^{n}}[2]. В частности, {\displaystyle \mathbb {C} P^{1}} диффеоморфно двумерной сфере.
- Комплексная эллиптическая кривая. Диффеоморфна двумерному тору {\displaystyle \mathbb {S} ^{1}\times \mathbb {S} ^{1}}

Эрмитова метрика на комплексном многообразии — аналог римановой метрики для вещественного многообразия, положительно определённая эрмитова форма вида
{\displaystyle ds^{2}=\sum _{j,k}h_{j{\overline {k}}}dz^{j}d{\overline {z^{k}}}},
где {\displaystyle h_{j{\overline {k}}}=h_{{\overline {j}}k}} — комплексные функции.